# 甘油脱氢酶 (NADP+)
甘油脱氢酶 (NADP+)（EC 1.1.1.72 （页面存档备份，存于））是一种以NAD+或NADP+为受体、作用于供体CH-OH基团上的氧化还原酶。这种酶能催化以下酶促反应：
甘油  + NADP+ {\displaystyle \rightleftharpoons } D-甘油醛 + NADPH + H+
甘油脱氢酶 (NADP+)主要参与甘油酯的代谢过程。